# وي ليانغ
وي ليانغ (بالصينية: 魏亮) هو سياسي صيني، ولد في 1 فبراير 1953 في الصين. حزبياً، نشط في الحزب الشيوعي الصيني.